# Robert Pecl
Robert Pecl (15 de novembro de 1965) é um ex-futebolista austríaco. Ele competiu na Copa do Mundo FIFA de 1990, sediada na Itália, na qual a seleção de seu país terminou na 17º colocação dentre os 24 participantes.

## Títulos
Rapid Viena
- Campeonato Austríaco (2): 1987, 1988